# Juan Soler Janer

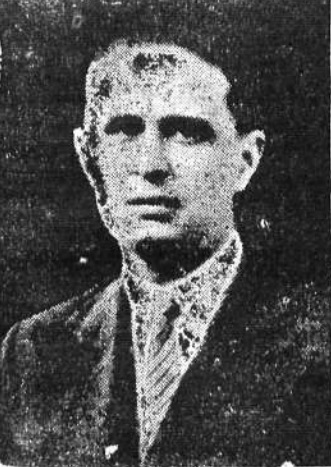
Juan Soler Janer

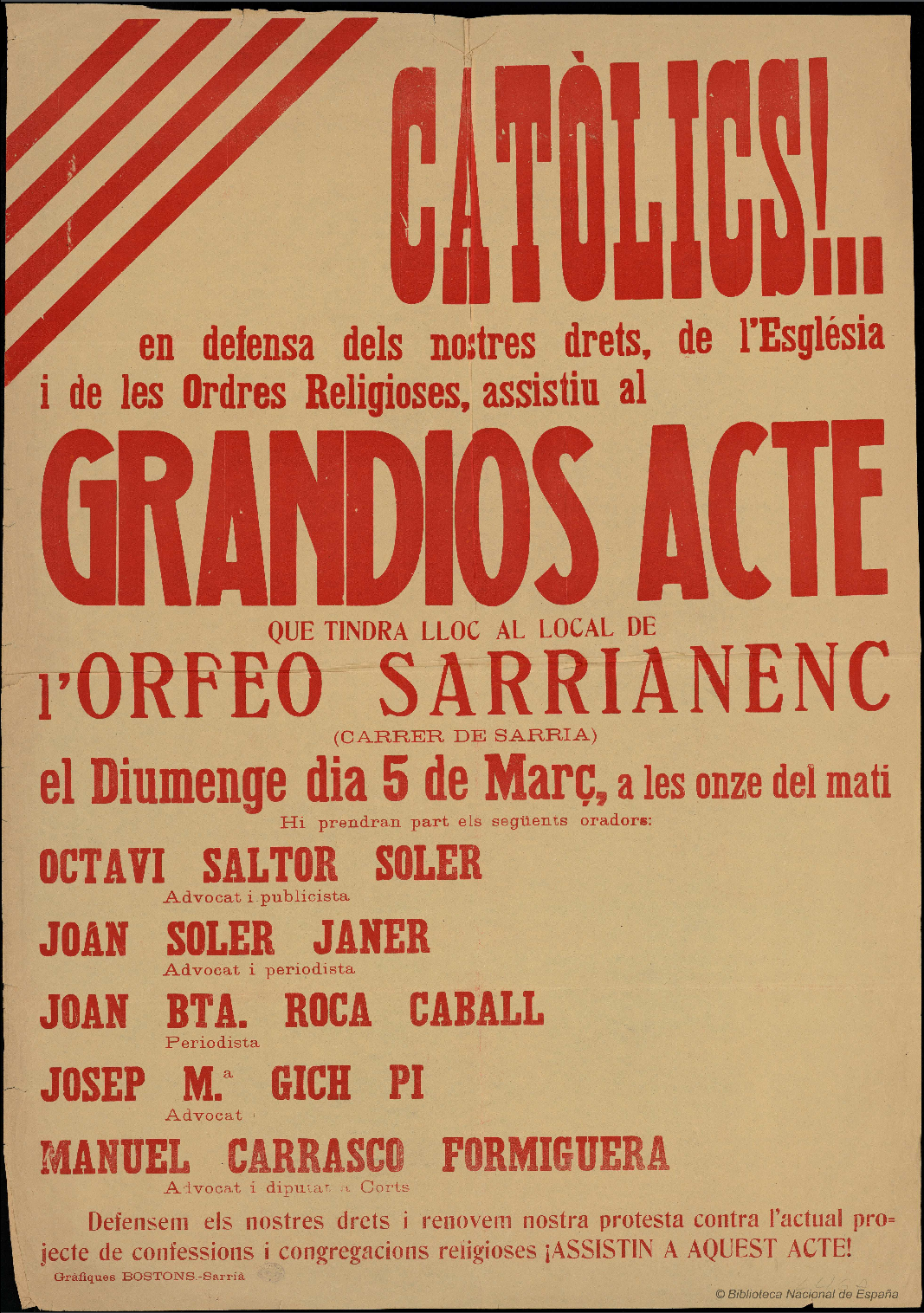
Cartel de anuncio de un mitin de apoyo al Catolicismo, la Iglesia y las Órdenes religiosas con la intervención de Juan Soler (1933).

Juan Soler Janer (San Pedro Pescador, 6 de abril de 1897 - Barcelona, 7 de mayo de 1967) fue un jurista y periodista español.

## Biografía
Nacido en la localidad ampurdanesa de San Pedro Pescador (Gerona), cursó los estudios del bachillerato en Figueras, y Derecho en la Universidad de Barcelona. En 1922 entró como redactor del principal diario carlista de Cataluña, El Correo Catalán, que dirigía Miguel Junyent, ocupando en 1926 los cargos de secretario de redacción y jefe de información política.
En 1932 sustituyo a Junyent como director del periódico, cargo que mantendría durante buena parte de la Segunda República, hasta que en 1935 fue reemplazado por per José Cabaní Bassols. 
En 1931 fue uno de los inspiradores del semanario tradicionalista Reacción, que se imprimía en los talleres de El Correo Catalán. Fue candidato a diputado en las elecciones generales de 1933 por la candidatura derechista «Defensa Ciudadana» y en las elecciones municipales de 1934 salió elegido como concejal del Ayuntamiento de Barcelona. Ese mismo año dirigiría también otro semanario tradicionalista, de vida efímera, titulado Altaveu.
Participó como orador en diversos mítines de propaganda de la Comunión Tradicionalista en Cataluña previos a la sublevación de julio de 1936. Al estallar la guerra civil española, cruzó la frontera y pasó a la llamada zona nacional, prestando importantes servicios en la organización de «Frentes y Hospitales».
Después de la guerra, ejerció de abogado en Barcelona y fue juez del Tribunal tutelar de menores.
Se casó con Pepita Rius Salvat, con quien tuvo por hijos a Javier (1932-1995), María Isabel (c. 1936-2005) y Marisa Soler Rius.

## Obras
- Tomás Caylá Grau: ejemplo y guía de patriotas. Su vida y su muerte (1938)